# Peter Anton Bied
Peter Anton Bied (* 23. Januar 1828 in Höchst am Main; † 22. Mai 1889 ebenda) war von 1880 bis 1887 ehrenamtlicher Bürgermeister von Höchst am Main, wobei seine Amtszeit auf zwölf Jahre festgelegt war, er aber wegen gesundheitlichen Gründen aus dem Amt trat. Er war von 1871 bis 1884 mit Unterbrechungen (stellvertretend für Hubert Hesse) Mitglied im Naussischen Kommunallandtag Wiesbaden. Peter war der Sohn des Kaufmanns und Schultheiß Peter Laurentius Bied (1797–1845) und der Maria Anna Magdalena Balling (1799–1834). Seit 3. Mai 1855 war er mit Sophia Schweitzer (1829–1872) Tochter des Holzhändlers Anton Schweitzer (1800–1871) und der Elisabetha Doefft (1802–1847), verheiratet. Die Gartenstraße im Frankfurter Stadtteil Unterliederbach wurde 1928 in Peter-Bied-Straße umbenannt.